# Хундар

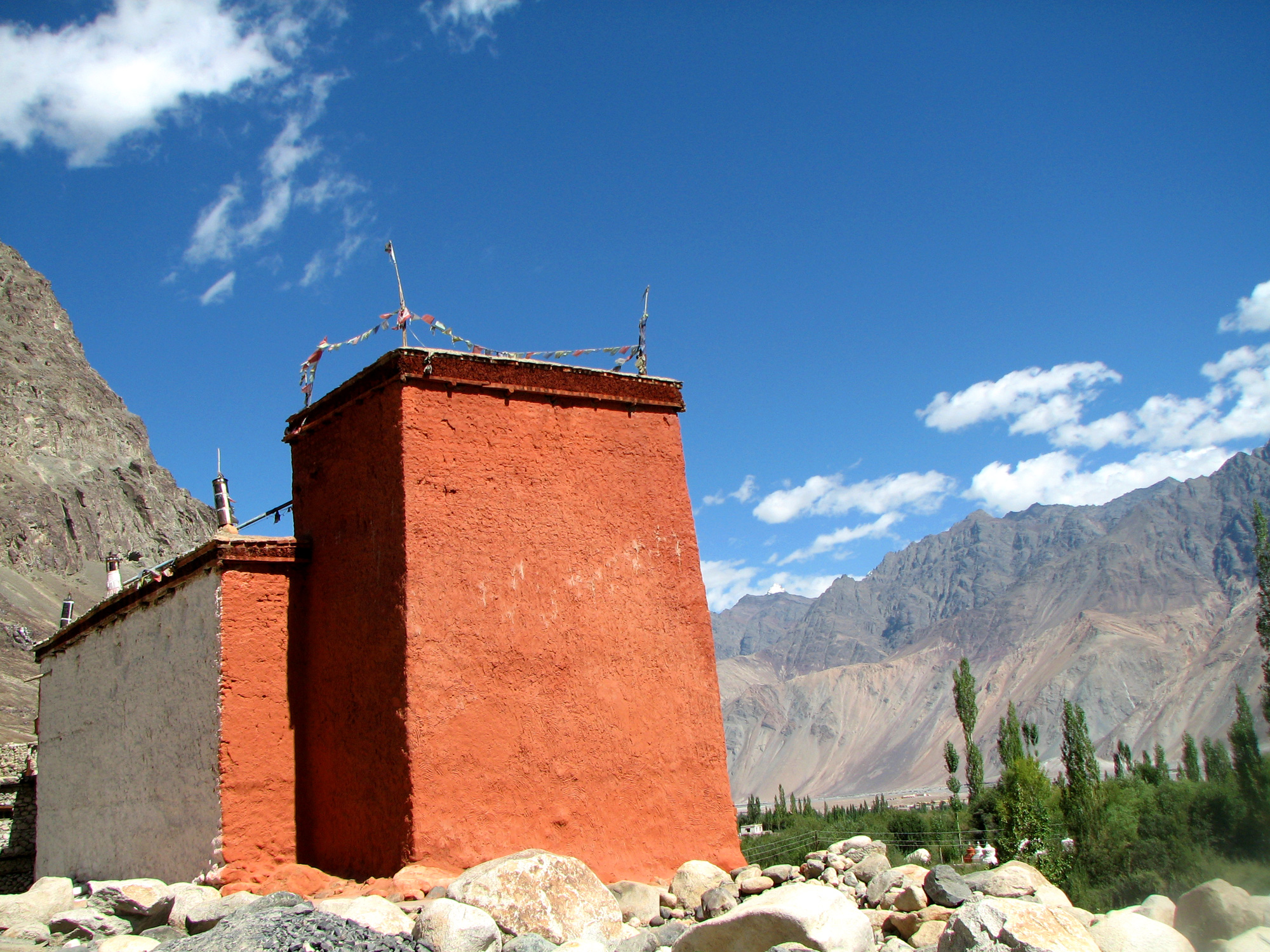

Хундар — буддийский монастырь в Нубрской долине Ладакха, северная Индия. Рядом расположена Дискит-Гомпа и храм Лачунг, который находится чуть ниже по главной дороге, рядом с мостом.